# Richard Egington
Richard Phillip Egington (født 26. februar 1979 i Warrington, England) er en engelsk tidligere roer, dobbelt olympisk medaljevinder og dobbelt verdensmester.
Egington vandt sølv for Storbritannien ved OL 2008 i Beijing i disciplinen otter. Fire år senere, ved OL 2012 var han igen med i båden, der denne gang vandt en bronzemedalje. Det var de to eneste udgaver af OL han deltog i.
Egington vandt desuden to VM-guldmedaljer i firer uden styrmand, i henholdsvis 2009 og 2011.

## OL-medaljer
- 2008:  Sølv i otter
- 2012:  Bronze i otter